# 圣欧班勒克卢
圣欧班勒克卢（法語：Saint-Aubin-le-Cloud，法語發音：[sɛ̃.t‿obɛ̃ lə klu]）是法国德塞夫勒省的一个市镇，属于帕尔特奈区。

## 地理
圣欧班勒克卢（46°39'6"N, 0°21'13"W）面积41.83 平方千米，位于法国新阿基坦大区德塞夫勒省，该省份为法国西部内陆省份，北起曼恩-卢瓦尔省，西接旺代省，南至夏朗德省和滨海夏朗德省，东临维埃纳省。
与圣欧班勒克卢接壤的市镇（或旧市镇、城区）包括：图埃河畔阿宰、图埃河畔沙蒂永、普涅-埃里松、瑟孔迪尼、勒塔吕。

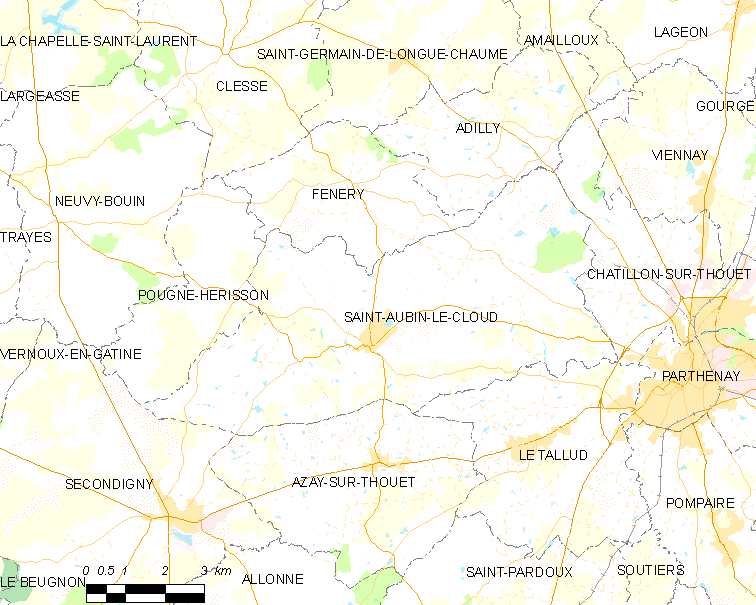
圣欧班勒克卢的OSM定位图

圣欧班勒克卢的时区为UTC+01:00、UTC+02:00（夏令时）。

## 行政
圣欧班勒克卢的邮政编码为79450，INSEE市镇编码为79239。

## 政治
圣欧班勒克卢所属的省级选区为拉加蒂讷县。

## 人口

1962-2008年间圣欧班勒克卢人口变化图示

圣欧班勒克卢于2022年1月1日时的人口数量为1662人。